# Манденова, Ида Пановна
Ида Пановна Манденова (1909—1995) — советский и грузинский ботаник-систематик. Доктор биологических наук (диссертация «Систематика трибы Pastinaceae», 1960).

## Биография
Дочь врача Пано Манденова, руководившего в Тифлисе андрологической лечебницей.
Окончила Сельскохозяйственный институт Грузинской ССР (1934).
Работала в Институте ботаники Академии наук Грузинской ССР, проживала в Тбилиси.
Исследовательница флоры России и Кавказа, выделила и описала несколько видов гигантских борщевиков (например, Heracleum circassicum в 1970 году), в том числе борщевик Сосновского (выделен в 1944 году), названный ею в честь исследователя флоры Кавказа Дмитрия Ивановича Сосновского (1885—1953).

## Некоторые труды
- Манденова И. П. Фрагменты монографии кавказских борщевиков // Заметки по систематике и географии растений. 1944. Вып. 12. С. 15–19.
- Манденова И. П. Кавказские виды рода Heracleum / Акад. наук Груз. ССР. Тбилис. ботан. ин-т. — Тбилиси: Изд-во АН Груз. ССР, 1950. — [3], 104 с. — (Монографии. Серия А. Систематика и география растений).
- Манденова И. П. Род 1069. Борщевик – Heracleum L. // Флора СССР. — М.; Л.: Изд-во АН СССР, 1951. — Т. 17. — С. 223–259.
- Манденова И. П. Новый вид рода Astragalus Z из Грузии / И. П. Манденова, Л. Хинтибидзе // Заметки по систематики и географий растении (Тбилисский ботанический институт). Вып. 28. 1970. С. 103-104.
- Манденова И. П. Новые таксоны рода Heracleum / И. П. Манденова // Заметки по систематике и географии растений (Тбилисский ботанический институт). Вып. 28. Тбилиси, 1970. С. 21-24.

## Названы в честь И. П. Манденовой
- Mandenovia Alava (1973) — Манденовия
- Pimpinella idae Takht. (1940) — Бедренец Иды